# Cataglyphis setipes
Cataglyphis setipes é uma espécie de inseto do gênero Cataglyphis, pertencente à família Formicidae.